# Kriukai

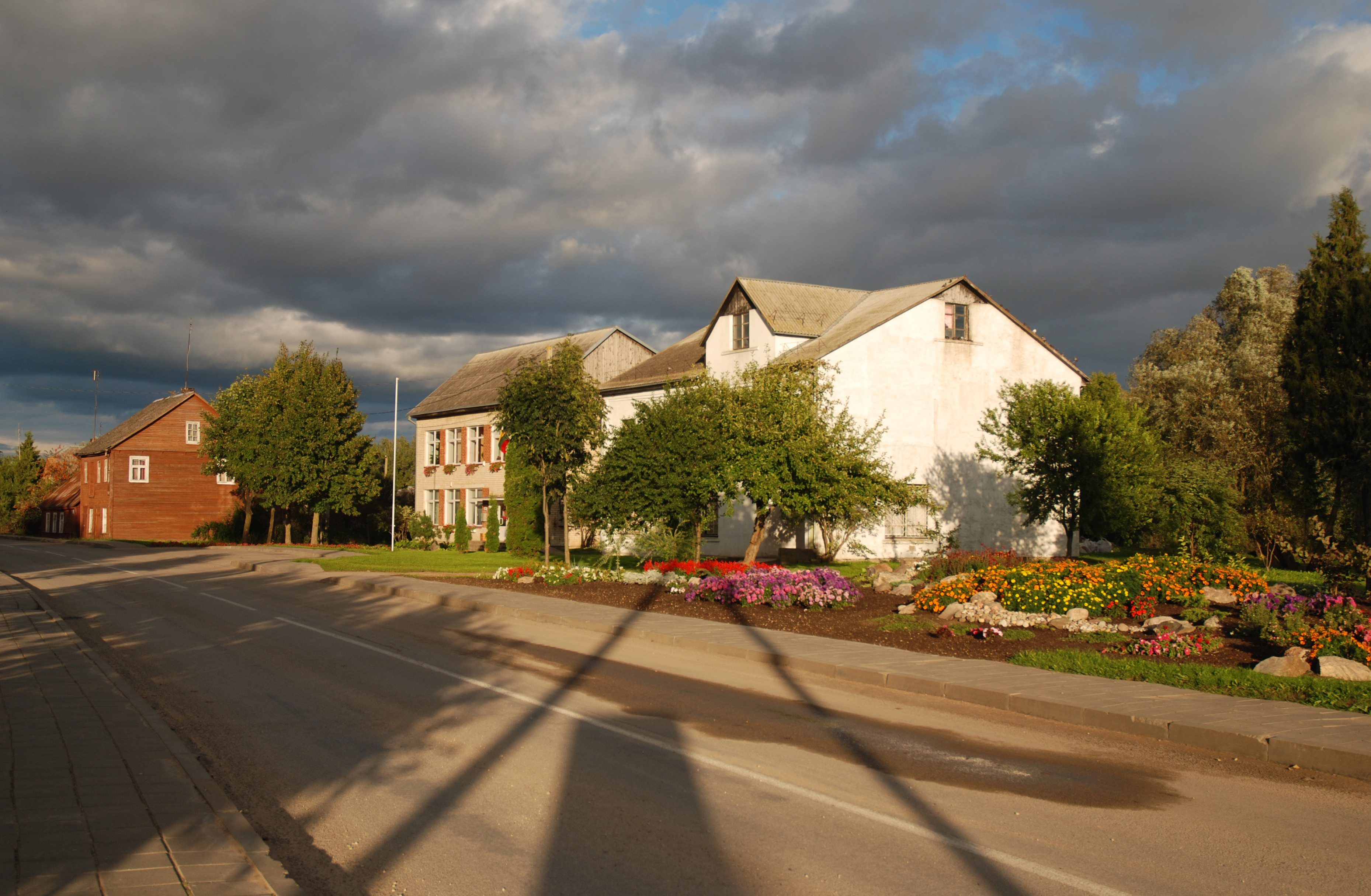

Kriukai ist ein Städtchen (miestelis) mit 533 Einwohnern in der Rajongemeinde Joniškis in Litauen. Es liegt an der Fernstraße KK209, 15 km nordöstlich von Joniškis, an der Grenze zu Lettland. Der Ort ist das Zentrum des Amtsbezirks  Kriukai.
Es gibt die 1793 erbaute katholische Laurentius-Kirche (Kriukai), eine Hauptschule, eine Bibliothek, ein Postamt (LT-84037), ein Denkmal für die litauische Unabhängigkeit (erbaut 1928, in Sowjetlitauen zerstört, 1989 wiedererrichtet).
In Kriukai fließen die Šešėvėlė und Šešėvė, die Nebenflüsse der Lielupė. Das Dorf Kriukai ist seit 1586 bekannt.

## Personen
- Feliksas Daugėla (1887–1967), Vermessungstechniker
- Hillel Kook (1915–2001), Politiker

## Galerie

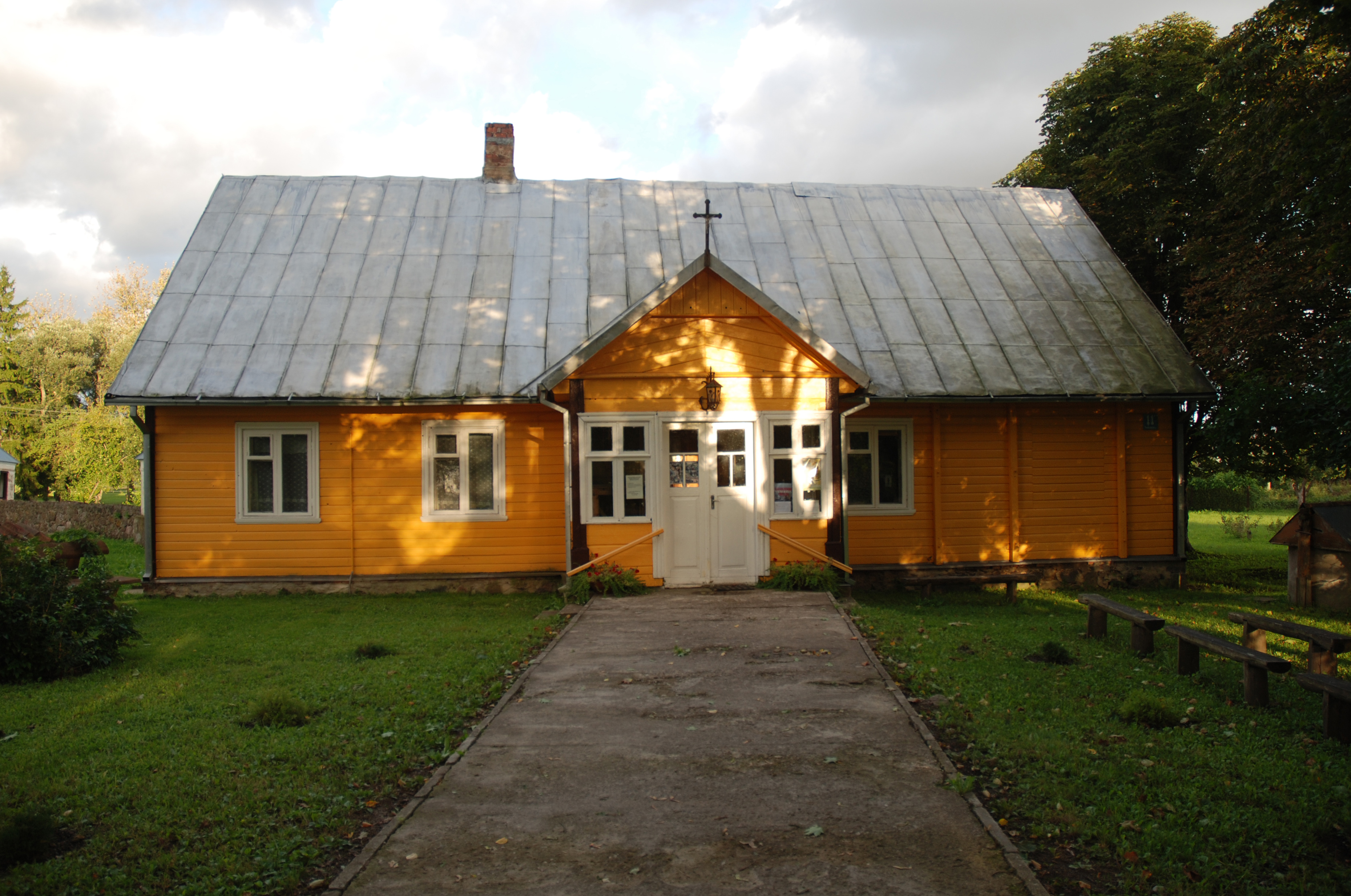
Hauptgebäude der St. Laurentius-Kirche
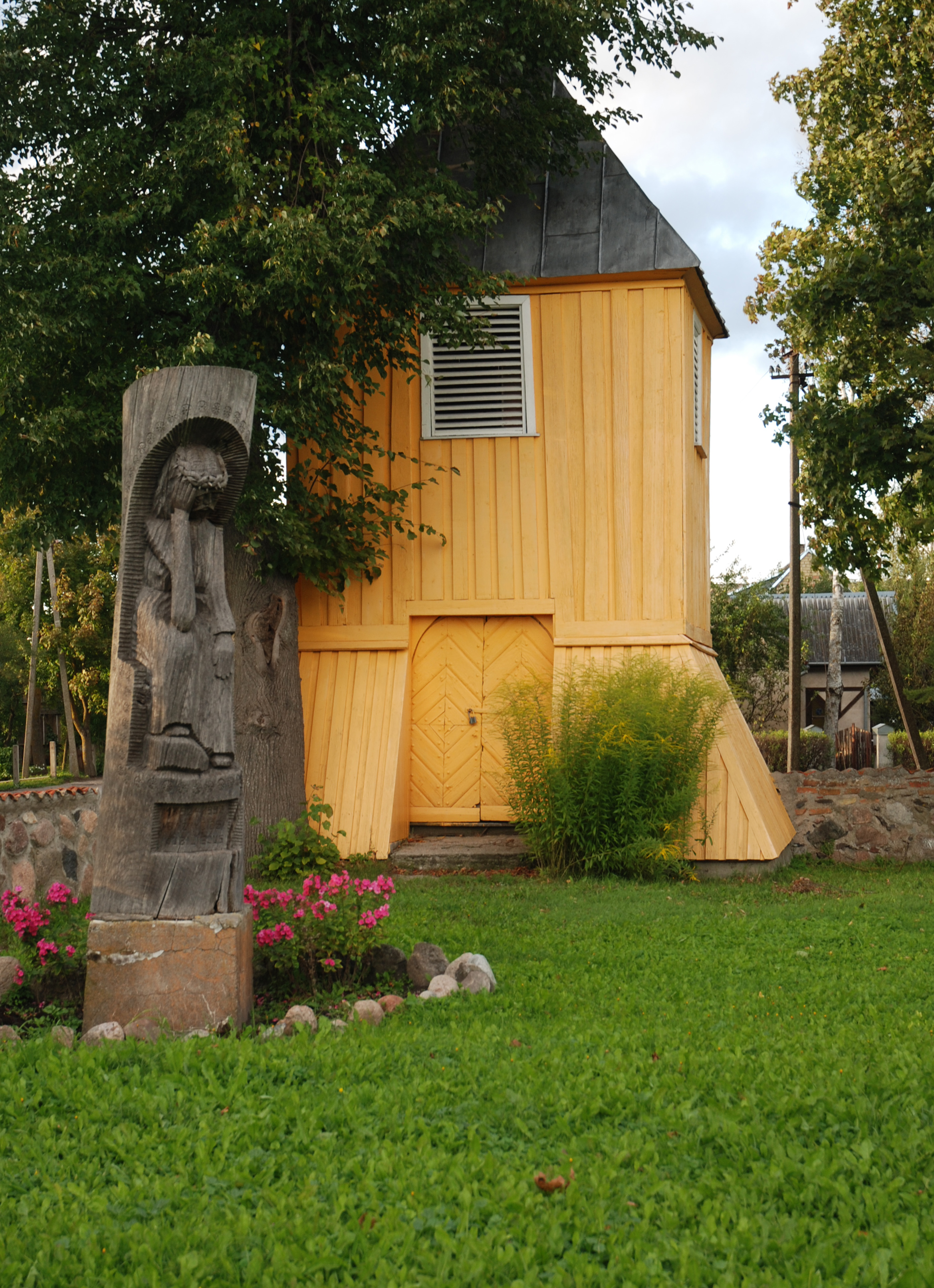
Glockenturm der Kirche
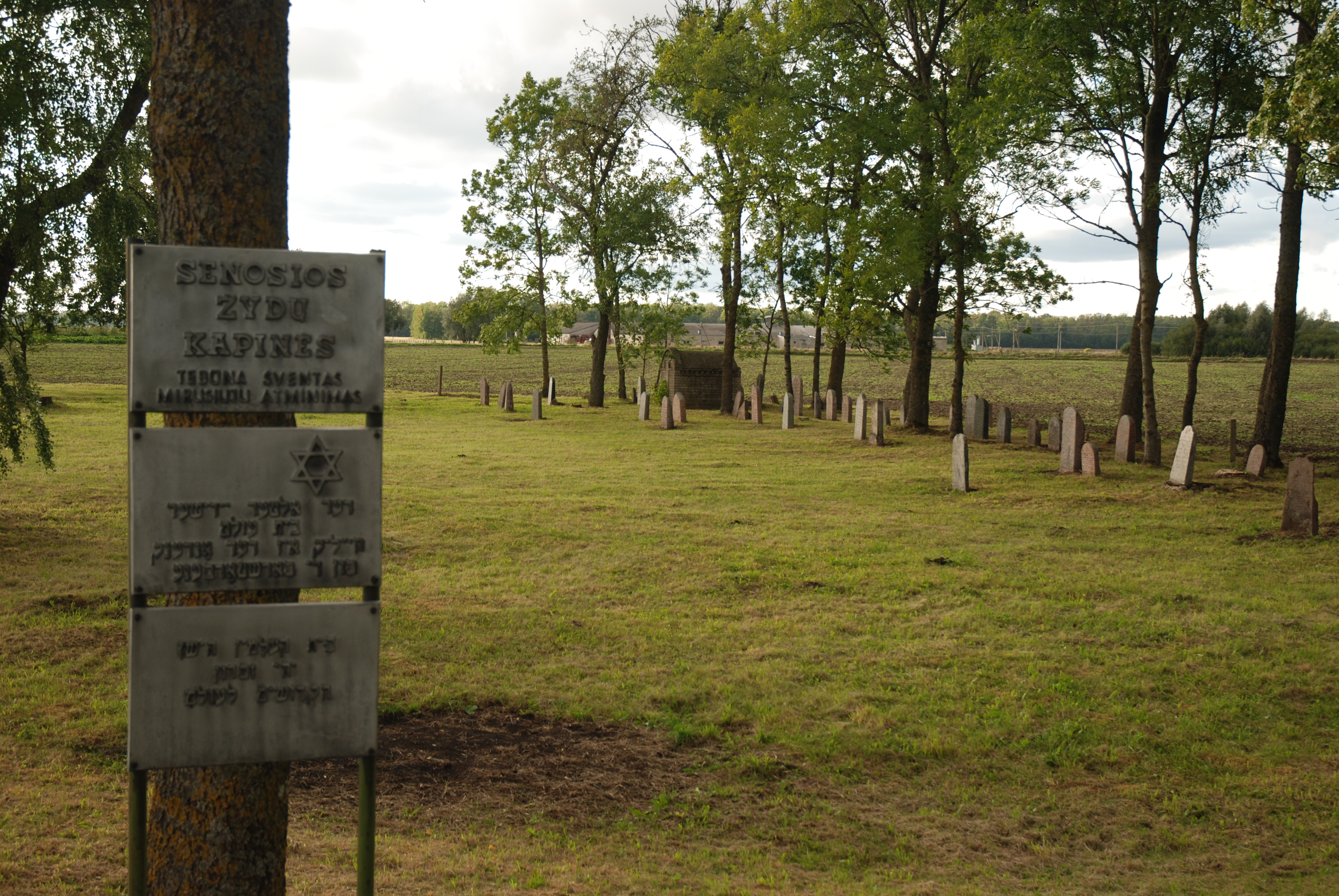
Alter jüdischer Friedhof